# Eredivisie 2022/23 (zaalvoetbal)
De Eredivisie is de hoogste zaalvoetbalafdeling in Nederland in de mannencompetitie in het seizoen 2022/2023.
De eredivisie bestaat net als in het vorige seizoen uit 16 clubs. Hovocubo is de titelverdediger. Feyenoord Futsal en ZVV White Stones degradeerden en hiervoor in de plaats kwamen ZVV Eindhoven en VNS United de kampioenen van de eerste divisie A en B van het vorige seizoen.
Net als het in het vorige seizoen wordt de competitie in twee fases gespeeld. De eerst seizoenshelft is een reguliere competitie waarin elk team 12 wedstrijden speelt en daarbij dus niet tegen elk team speelt. Daarna volgt een tweede seizoenshelft is er een kampioensgroep die gevolgd wordt door play offs om het landskampioenschap en een degradatiegroep, waarin gespeeld wordt om handhaving in de eredivisie. Na de eerste fase nemen de clubs de helft van de punten mee naar de volgende fase van de competitie. Bij een oneven aantal punten wordt er naar beneden afgerond.

## Deelnemende teams
| Team                       | Plaats           | Sporthal                 | Coach             |
| -------------------------- | ---------------- | ------------------------ | ----------------- |
| ASV Lebo                   | Amsterdam        | Calvijn                  | Zaid el Morabiti  |
| FC Eindhoven               | Eindhoven        | Indoor sportcentrum Zuid | Jan Vogels        |
| FC Marlène                 | Heerhugowaard    | Waardergolf              | Jeroen de Groot   |
| AGOVV                      | Apeldoorn        | Mheenpark                | Serkan Kav        |
| Hovocubo                   | Hoorn            | De Opgang, Zwaag         | Sander van Dijk   |
| Tigers Roermond            | Roermond         | Gerrishal                | Hicham Benhammou  |
| ZVV Groene Ster Vlissingen | Vlissingen       | Baskenburg               | Azdine Boufrahi   |
| RKAV Volendam              | Volendam         | de Opperdam              | Hjalmar Hoekema   |
| FCK/De Hommel              | 's-Hertogenbosch | Schutskamp               | Piet Gabriëls     |
| HV/Veerhuys                | Hoorn            | Vredehof                 | Najib Taki        |
| VV Texel '94               | Den Burg         | TXL sporthal             | Martijn de Veij   |
| Be '79                     | Berkel-Enschot   | sporthal 't Ruiven       | Jeroen Hakkens    |
| Leekster Eagles/Amysoft    | Leek             | Sportcentrum Leek        | Bas Lulofs        |
| ZVV Den Haag               | Den Haag         | Zuiderpark (Den Haag)    | Gerald Baars      |
| ZVV Eindhoven (P)          | Eindhoven        | Sporthal Genderbeemd     | Abass Almass      |
| VNS United (P)             | Amsterdam        | Sporthal de Weeren       | Mohamed Bouchibti |

(P) is promovendus in het vorige seizoen

## Ranglijsten
Eindstand eerste fase
| Positie | Club                          | Gespeelde duels - punten |
| ------- | ----------------------------- | ------------------------ |
| 1       | FC Eindhoven                  | 12 - 36                  |
| 2       | Hovocubo                      | 12 - 33                  |
| 3       | ASV Lebo                      | 12 - 28                  |
| 4       | Tigers Roermond/Yildrim Group | 12 - 28                  |
| 5       | FC Marlène                    | 12 - 21                  |
| 6       | Be '79                        | 12 - 21                  |
| 7       | FCK De Hommel                 | 12 - 17                  |
| 8       | ZVV Groene Ster               | 12 - 17                  |
| 9       | AGOVV                         | 12 - 16                  |
| 10      | HV/Veerhuys                   | 12 - 15                  |
| 11      | ZVV Volendam                  | 12 - 13                  |
| 12      | VNS United                    | 12 - 10                  |
| 13      | Leekster Eagles               | 12 - 9                   |
| 14      | VV Texel '94                  | 12 - 7                   |
| 15      | ZVV Eindhoven                 | 12 - 7                   |
| 16      | ZVV Den Haag                  | 12 - 3                   |

- Nummers 1 t/m 8 geplaatst voor kampioensgroep
- Nummers 9 t/m 16 geplaatst voor degradatiegroep

Eindstand kampioensgroep
| Positie | Club                          | Gespeelde duels - punten |
| ------- | ----------------------------- | ------------------------ |
| 1       | FC Eindhoven                  | 14 - 49                  |
| 2       | Hovocubo                      | 14 - 48                  |
| 3       | Tigers Roermond/Yildrim Group | 14 - 45                  |
| 4       | ASV Lebo                      | 14 - 36                  |
| 5       | Be '79                        | 14 - 29                  |
| 6       | FC Marlène                    | 14 - 25                  |
| 7       | FCK De Hommel                 | 14 - 14                  |
| 8       | ZVV Groene Ster               | 14 - 13                  |

- Nummer 1 & 2 geplaatst voor halve finale play offs om landskampioenschap
- Nummers 3 t/m 5 geplaatst voor 2e ronde play offs om landskampioenschap
- Nummer 6 geplaatst voor 1e ronde play offs om landskampioenschap

Eindstand degradatiegroep
| Positie | Club            | Gespeelde duels - punten |
| ------- | --------------- | ------------------------ |
| 1       | HV/Veerhuys     | 14 - 40                  |
| 2       | Leekster Eagles | 14 - 34                  |
| 3       | VNS United      | 14 - 26                  |
| 4       | ZVV Volendam    | 14 - 25                  |
| 5       | ZVV Eindhoven   | 14 - 24                  |
| 6       | VV Texel '94    | 14 - 19                  |
| 7       | AGOVV           | 14 - 19                  |
| 8       | ZVV Den Haag    | 14 - 4                   |

- Nummer 1 geplaatst voor 1e ronde play offs om landskampioenschap
- Nummer 5 speelde nacompetitie en handhaafde zich
- Nummer 6 degradeerde via de nacompetitie
- Nummers 7 & 8 degradeerden rechtstreeks naar de eerste divisie

## Play offs
1e ronde
| Wedstrijd                | Uitslag |
| ------------------------ | ------- |
| FC Marlène - HV/Veerhuys | 2 - 3   |

Kwartfinale
| Wedstrijd                                   | Totaalstand | Uitslagen |
| ------------------------------------------- | ----------- | --------- |
| HV/Veerhuys - Tigers Roermond/Yildrim Group | 9-14        | 1-8, 8-6  |
| Be '79 - ASV Lebo                           | 3-11        | 0-4, 3-7  |

Halve finale
| Wedstrijd                                | Totaalstand (best-of-three) | Uitslag       |
| ---------------------------------------- | --------------------------- | ------------- |
| Hovocubo - Tigers Roermond/Yildrim Group | 2-1                         | 4-3, 2-4, 2-0 |
| FC Eindhoven Futsal - ASV Lebo           | 2-0                         | 5-4, 5-3      |

Finale
| Wedstrijd               | Totaalstand (best-of-three) | Uitslag       |
| ----------------------- | --------------------------- | ------------- |
| FC Eindhoven - Hovocubo | 2-1                         | 1-3, 2-1, 3-1 |

| Kampioen                |
| ----------------------- |
| FC Eindhoven (6e titel) |

- Halve finale en finale worden gespeeld in een ‘best of three’ format, waarin de hoogst geklasseerde ploeg uit de competitie de eventuele derde wedstrijd thuis speelt.
- Kwartfinale gaat over twee wedstrijden, beide ploegen spelen een keer thuis en uit.
- 1e ronde is een wedstrijd waarin de nummer zes uit de competitie het thuisvoordeel heeft.